# Valentina Delion
Valentina Delion (ur. 30 października 1973 w Ungheni) – mołdawska lekkoatletka specjalizująca się w biegach długodystansowych, olimpijka z Pekinu.
Zawodniczka debiutowała w 2000 roku, startując w maratonach rozgrywanych w Polsce – w kwietniu zajęła 2. pozycję w maratonie w Dębnie, natomiast w październiku tego samego roku zajęła 6. pozycję w maratonie w Poznaniu. W 2002 otrzymała srebrny medal mistrzostw krajów bałkańskich w biegu na 3000 metrów. Pięć lat później zdobyła brązowy medal mistrzostw krajów bałkańskich, tym razem w biegu na dystansie 5000 metrów. W 2008 jedyny raz w karierze uczestniczyła w letniej olimpiadzie, na której nie zdołała ukończyć maratonu.
Jest czterokrotną mistrzynią swego kraju. W 2009 otrzymała złoty medal w konkurencji biegu na 10 000 metrów, w 2011 otrzymała złote medale w konkurencji biegu na 5000 i 10 000 metrów, natomiast w 2013 roku zdobyła złoty medal w konkurencji biegu na 5000 metrów.

## Rekordy życiowe
- bieg na 3000 m – 9:38,90 (24 sierpnia 2002, Bukareszt)
- bieg na 5000 m – 16:57,10 (23 czerwca 2001, Ryga)
- bieg na 10 000 m – 35:34,24 (31 maja 2009, Kiszyniów)
- 20 km – 1:13:35 (12 sierpnia 2006, Drobeta-Turnu Severin)
- półmaraton – 1:17:08 (26 marca 2005, Paderborn)
- 25 km – 1:36:25 (5 maja 2002, Berlin)
- maraton – 2:36:50 (10 kwietnia 2005, Bonn)

Halowe
- bieg na 3000 m – 10:09:07 (15 stycznia 2005, Bacău)

Źródło: 